# Jean Baffier
Jean Baffier (Neuvy-le-Barrois, 18 de noviembre de 1851-París, 19 de abril de 1920) fue un escultor y escritor francés.

## Datos biográficos

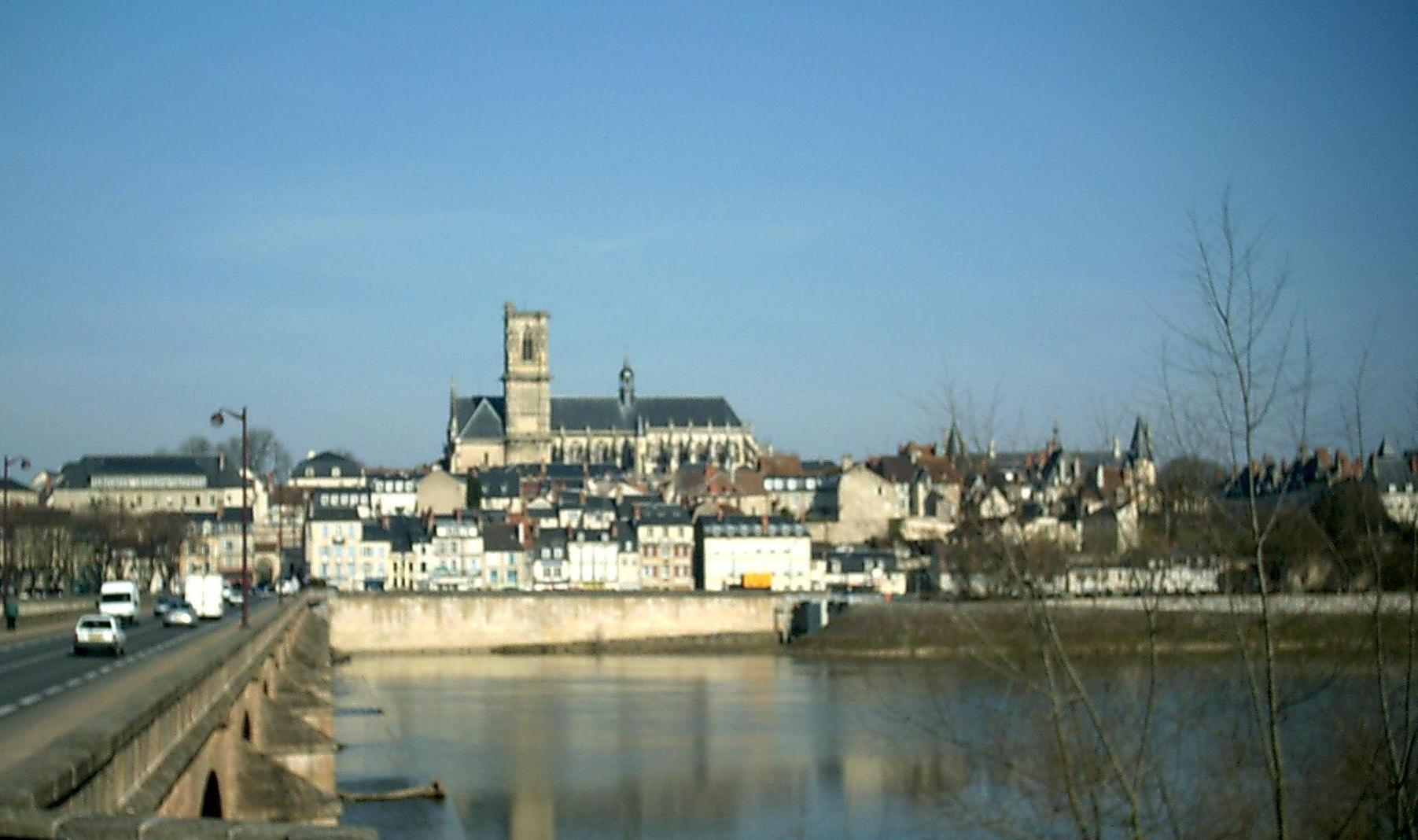
Vista panorámica de Nevers, con su catedral

En 1864 , su asombro ante la catedral de Nevers fue el origen de su vocación.  Primero fue tallador de piedra en el proyecto de restauración de la catedral, a continuación, intentó una carrera como escultor en París. Se hizo conocido por las figurillas de bronce (El vendimiador- Le Vigneron, El Segador- Le Faucheur, El Vielleux) y estaño (jarrones, candelabros, vajilla), decorados con motivos vegetales. Hizo también estatuas y bustos de personajes históricos ( Luis XI, Jean-Paul Marat, Jean-Jacques Rousseau ).
Regionalista acérrimo, se interesó por la música tradicional y los cuentos populares de Berry , y fundó en 1886 el auge de la Galia - Le Réveil de la Gaule, revista que se editó hasta 1912 . También es el autor de una colección de historias de Berry, Nos géants d'auterfoés , en la que menciona muchos lugares rurales, como los pueblos de Coust o Saint-Pierre-les-Etieux .
Jean Baffier, que era un voluntarioso regionalista y dotado de un espíritu galo inusual, trató de revivir la figura de los juglares del pasado. Después de reunir algunos zanfoñeros y gaiteros, fundó en París el 30 de marzo de 1888 , una empresa cuya sede se encuentra en el número 6 de la calle Lebouis en el distrito 14 .  Depositó los estatutos de esta sociedad bajo el nombre de "Sociedad de Gas del Berry y otros lugares del Centro" y la dotó con dos emblemas: la bandera y el palo. La primera bandera está hecha de un panel de madera con un mango. Lleva inscrita el orgulloso lema : « Nout' soup' est maigre mais j' la trempons dans nout' écuelle. » 
Al igual que la mayoría de los fundadores del movimiento popular, Jean Baffier tenía ideas muy conservadoras y era antisemita. Se pueden encontrar sus escritos en periódicos de la época (Journal du Cher, Depeche du Berry).

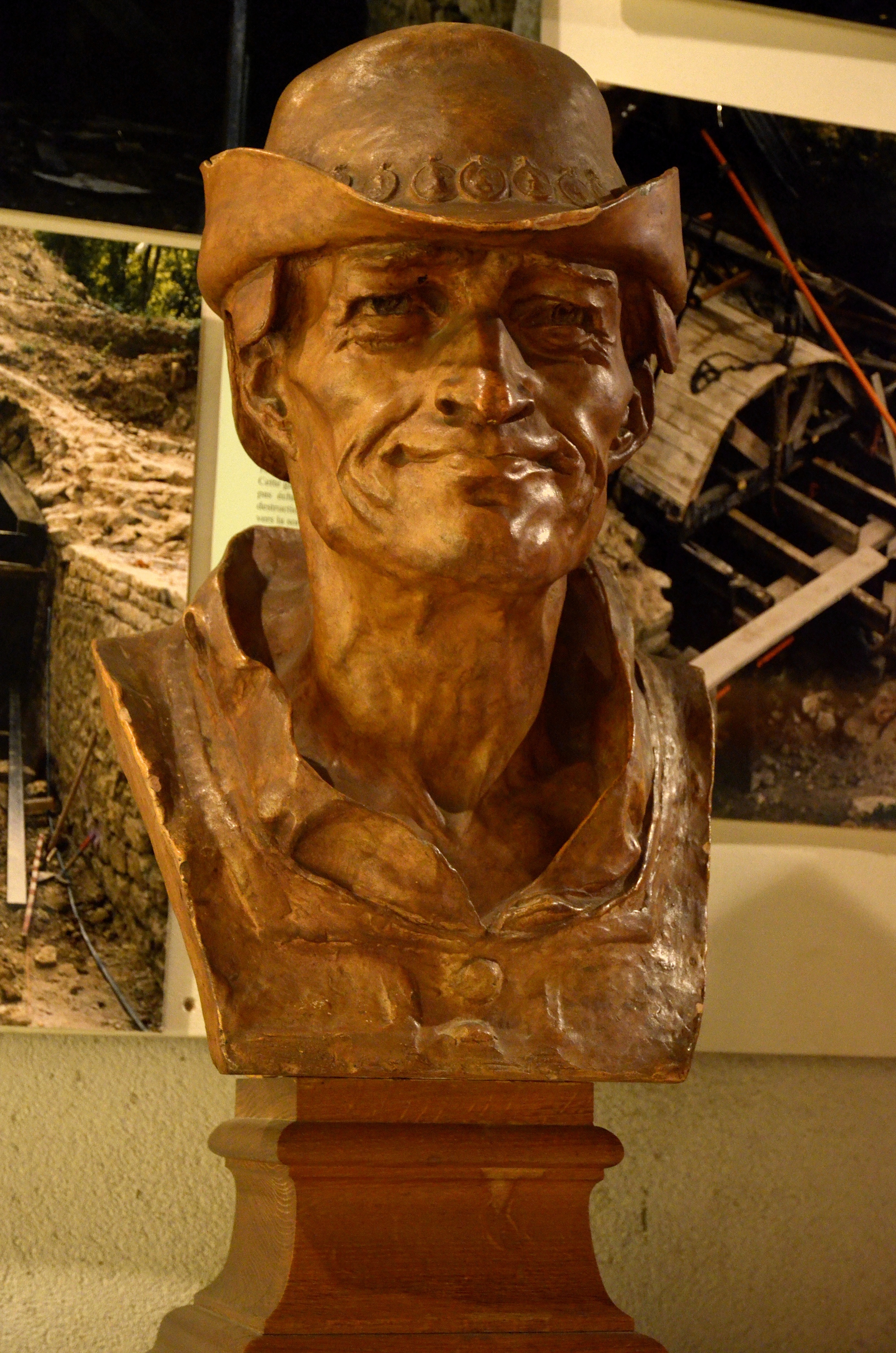
Busto de Luis XI (febrero 1910), conservado en el Museo Saint-Vic de Saint-Amand-Montrond (Cher).

## Obras
Entre las mejores y más conocidas publicaciones de Jean Baffier se incluyen las siguientes:
- El despertar de la Galia, o la justicia de Jacques Bonhomme

Le Réveil de la Gaule, ou la Justice de Jacques Bonhomme, Imprimerie spéciale, París, 1886
- Los márgenes de la identificación de un obrero: objeciones a la medalla al Sr. Zola ofrecida a prpósito del caso Dreyfus

Les Marges d'un carnet d'ouvrier : objections sur la médaille à M. Zola offerte à propos de l'affaire Dreyfus, París, chez l'auteur, 1898 Texto en línea
- Conferencias estéticas de un obrero escultor francés . La Catedral de Francia, sus destructores, sus detractores, por qué querían su destrucción, por qué fue calumniado

Causeries esthétiques d'un ouvrier sculpteur français. La Cathédrale de France, ses destructeurs, ses détracteurs, pourquoi on a voulu la détruire, pourquoi on l'a calomniée, Paris, chez l'auteur, 1900
- Nuestros gigantes de otro tiempo. Cuentos recogidos por Jean Baffier, prefacio de Jacques Boulanger, Revue du seizième siècle Société des études rabelaisiennes, Champion, Paris, 1913 Texto en línea. Reeditado por Champion, París, 1920.[4]
- Un jau de la grousse espèce
- Articles et contes, Lettres de Neuvy-le-Barrois

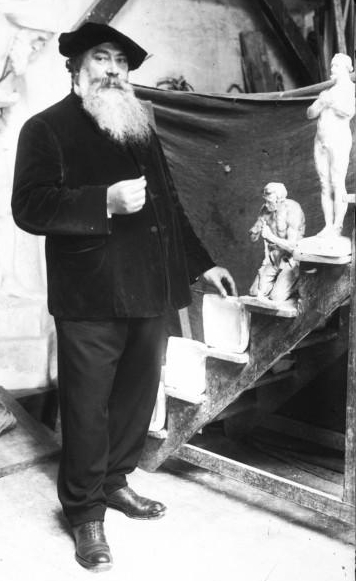
Jean Baffier y algunas de sus esculturas en 1908.
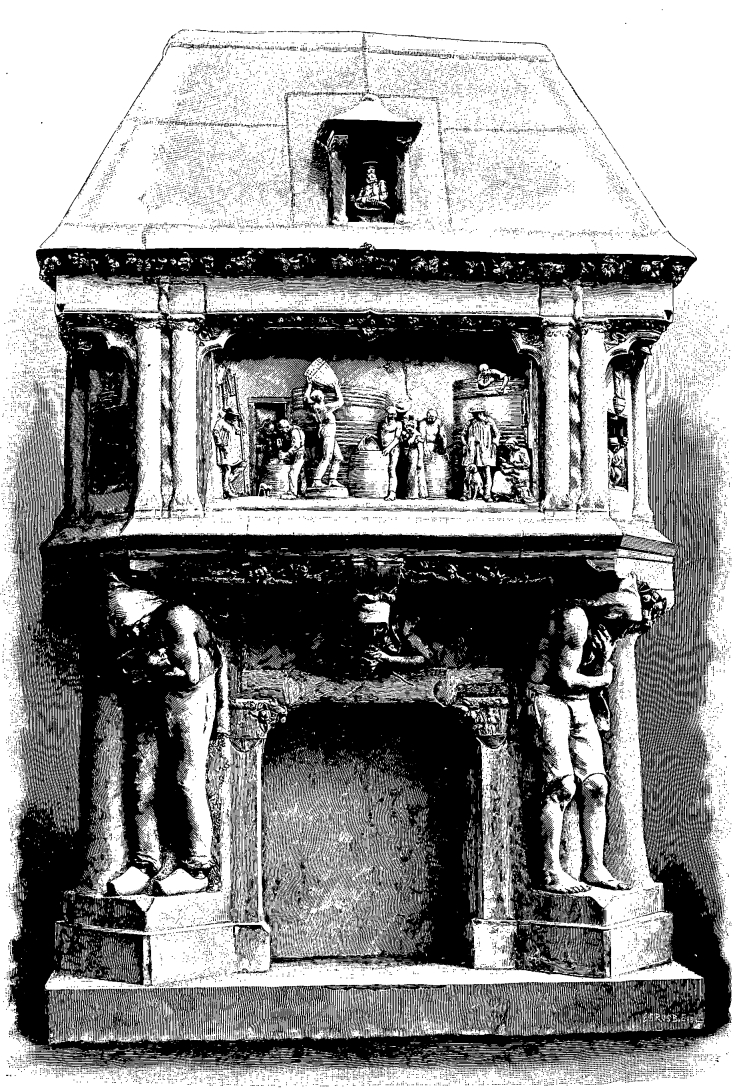
Le Vin Chimenea ornamental expuesta en el Salón de 1898. Grabado aparecido en Le Magasin pittoresque, 15 de junio de 1898.
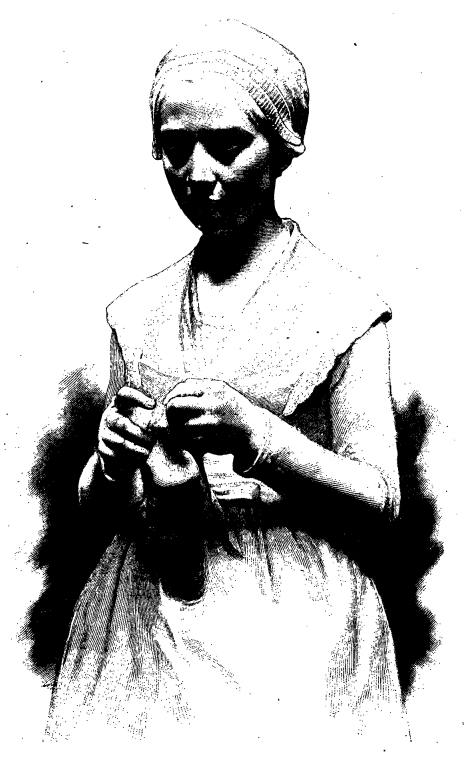
La Jeannette Museo Galliera, París. Grabado aparecido en  Le Magasin pittoresque, 1 de junio de 1901.
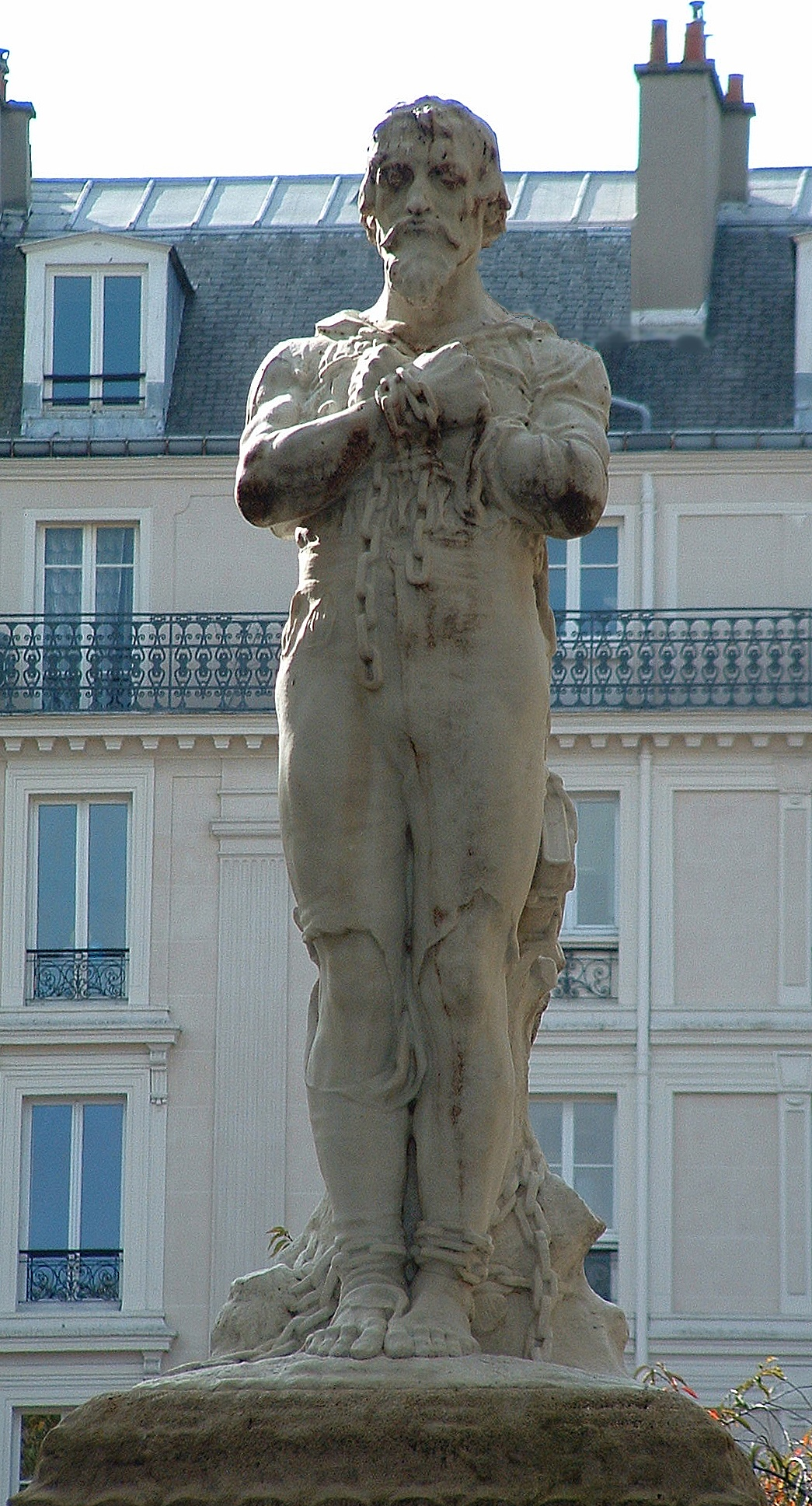
Michel Servet Estatua en la square Aspirant-Dunand, XIV Distrito de París.

- Busto del señor Popineau, en el ayuntamiento de Sancoins[5]